# 飛騨一宮水無神社

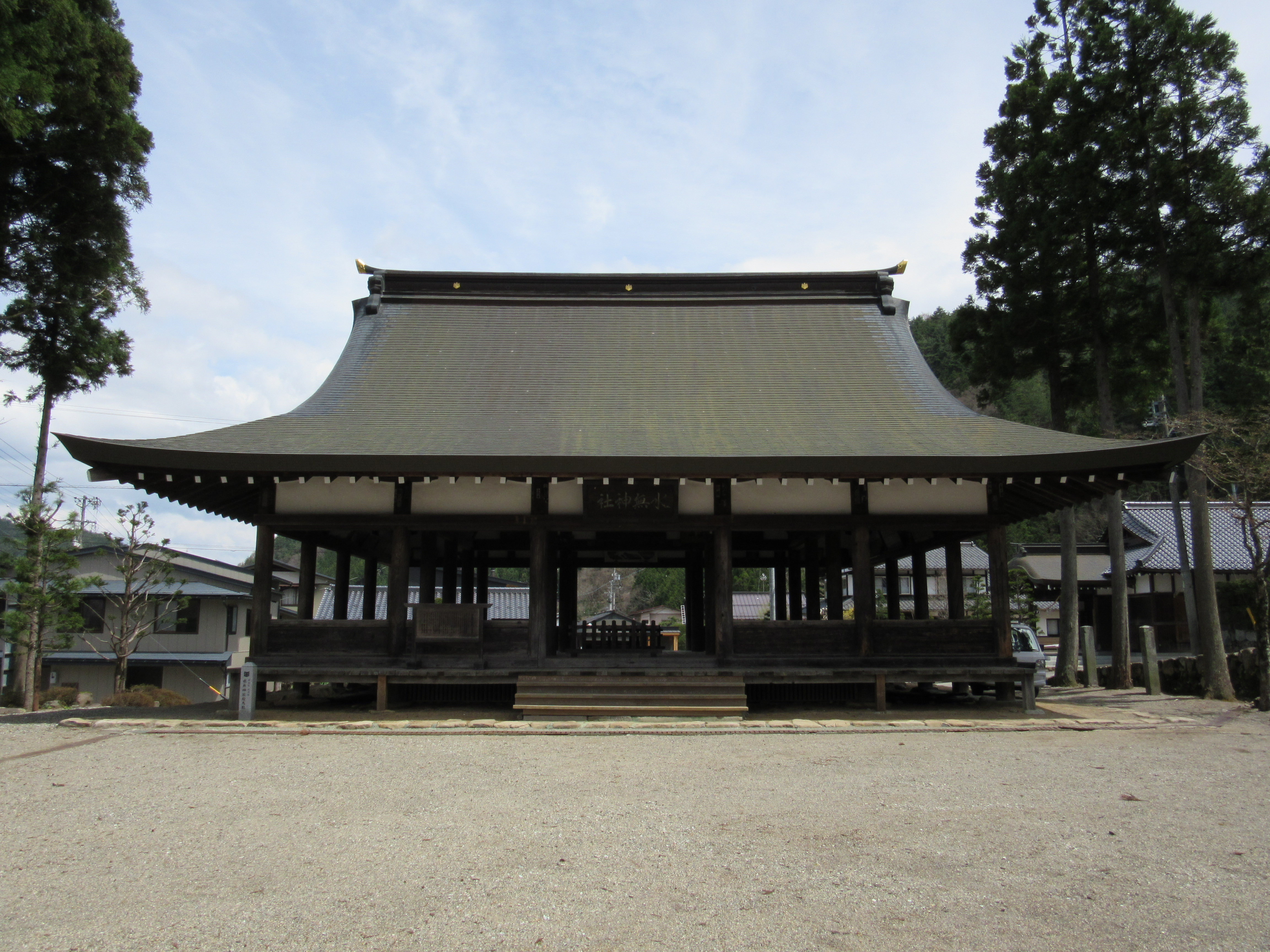
水無神社絵馬殿

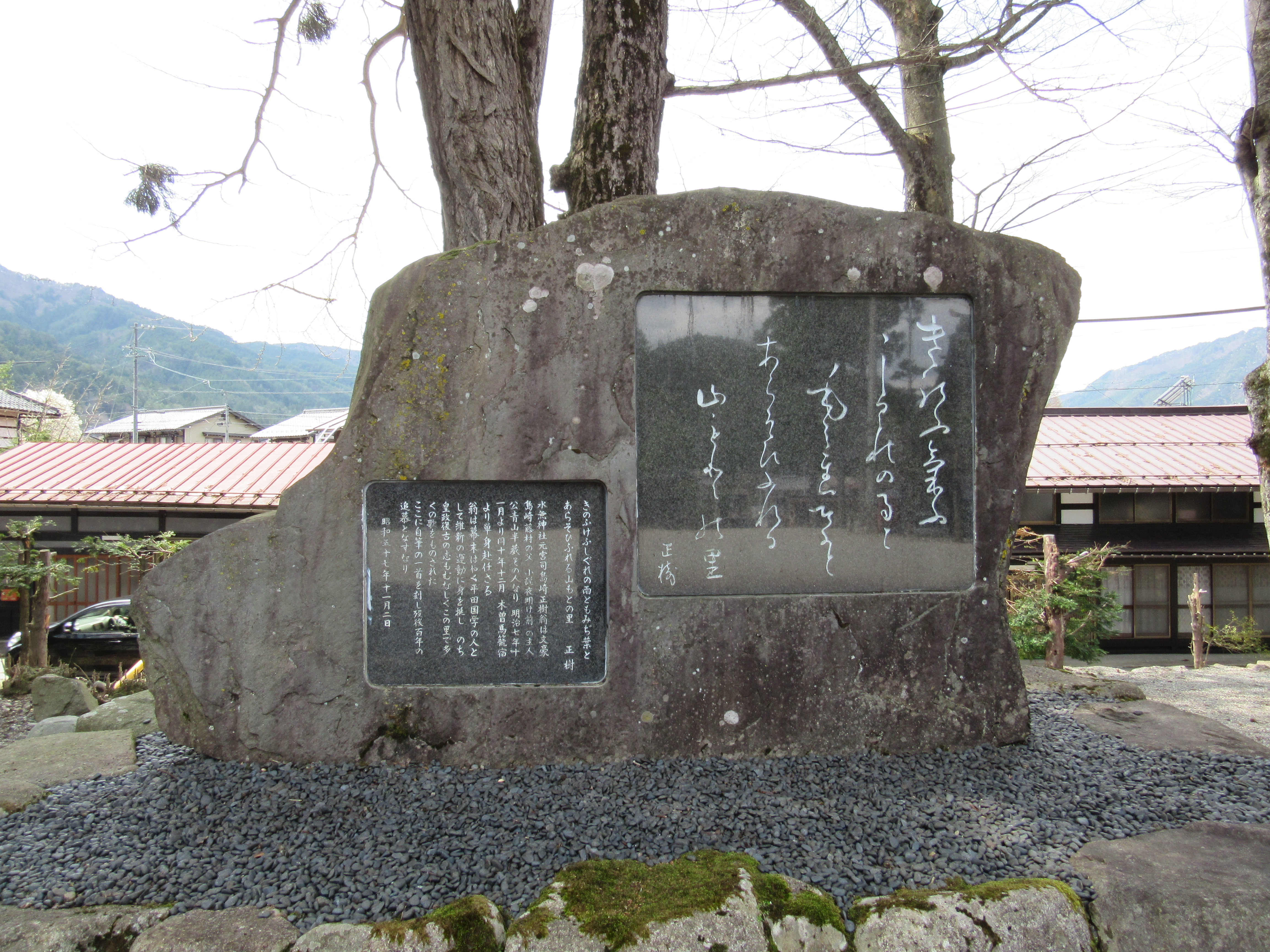
島崎正樹（島崎藤村の父・水無神社宮司）の歌碑

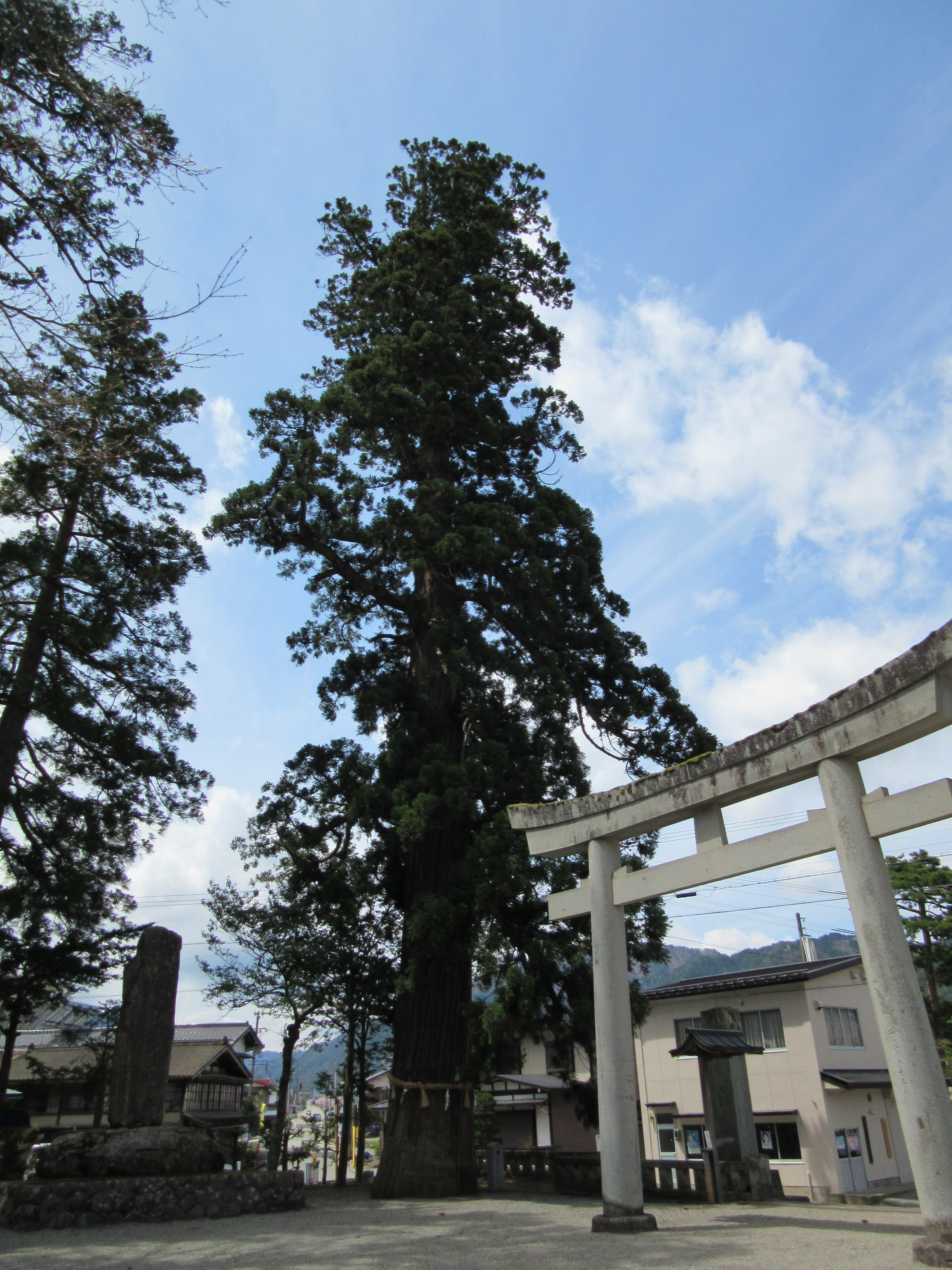
水無神社の大スギ

飛騨一宮水無神社（ひだいちのみや みなしじんじゃ）は、岐阜県高山市にある神社。式内社、飛騨国一宮。旧社格は国幣小社で、現在は神社本庁の別表神社。

## 概要
岐阜県北部、高山市の市街地南方に鎮座する。西南方の位山（くらいやま、標高1,529メートル）を神体山として祀る神社で、飛騨国の鎮守・祖神として古くは斐陀国造によって崇敬された。
安置されている左甚五郎作の稲喰神馬は伝説もあり地元の人に親しまれている。

## 祭神
祭神は以下の15柱で、水無大神（みなしのおおかみ）と総称される。
主祭神
- 御歳大神 - 「水無神」と呼ばれる[1]

配神
- 大己貴命、三穗津姫命、応神天皇、高降姫命、神武天皇、須沼比命、天火明命、少彦名命、高照光姫命、天熊人命、天照皇大神、豊受姫大神、大歳神、大八椅命

水無大神は地名に由来すると考えられる。水無大神は、御歳大神とする説のほか、八幡神などとする説もある。

## 歴史
創建の年代は不詳であるが、清和天皇の時代に従五位上の神階の記事がある。『延喜式』では小社に列格し、飛騨国の一宮とされた。鎌倉時代には「水無大菩薩」と称し、社僧が奉仕した。近世には水無大明神・水無八幡宮と称した。戦国時代の戦乱で祭祀が途絶え、附近の寺が管理したが、元禄5年（1692）から吉田神道系に属するようになった。
1773年（安永2年）の安永騒動（大原騒動）では、水無神社が農民の決起集会の場所となる。騒動に加担した廉で神職の山下和泉守と森伊勢守が磔に遭い、大原紹正が同7年（1778年）に信濃国今井より梶原家熊を招くまで高山に神霊が移された。梶原家熊は唯一神道に基づいて仏教を一掃し、阿弥陀如来像並びにに仁王門を一位山往還寺に、その他の仏具等を袈裟山千光寺に移した。
1871年 (明治4年) に近代社格制度において国幣小社に列格した。戦後は神社本庁の別表神社に指定されている。
1871年（明治4年）、国幣小社に列格した。明治7年から10年までは、島崎藤村の父で『夜明け前』の主人公・青山半蔵のモデルとなった島崎正樹が宮司を務めていた。昭和7年（1932年）に例祭で用いるどぶろく醸造許可を得た。
1945年（昭和20年）8月22日から同年9月19日までの間、熱田神宮の神体（天叢雲剣）が一時避難していた。昭和27年（1952年）より養蚕と農業の振興を祈願する生きびな祭りが始まった。

## 境内

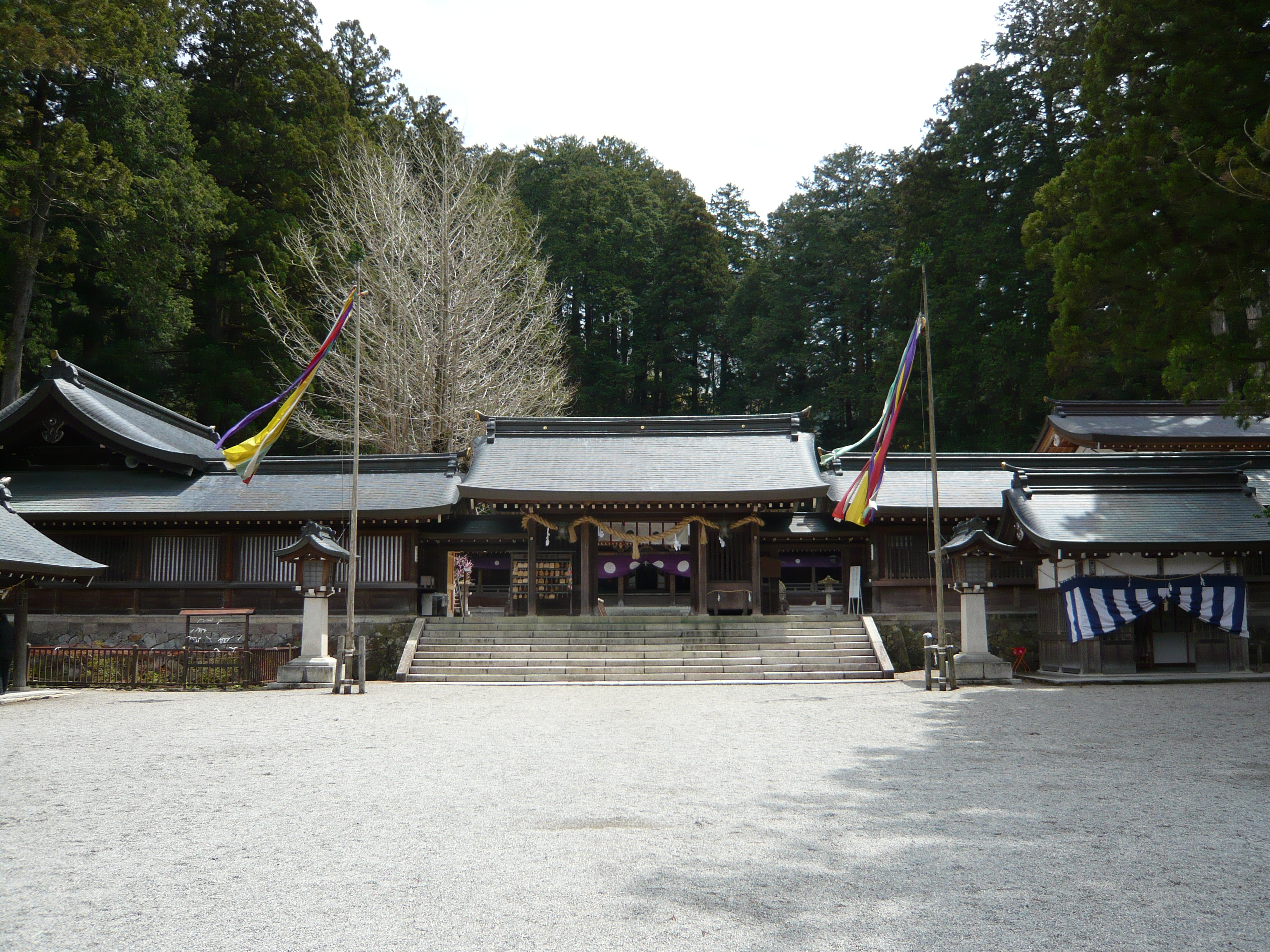
遠景
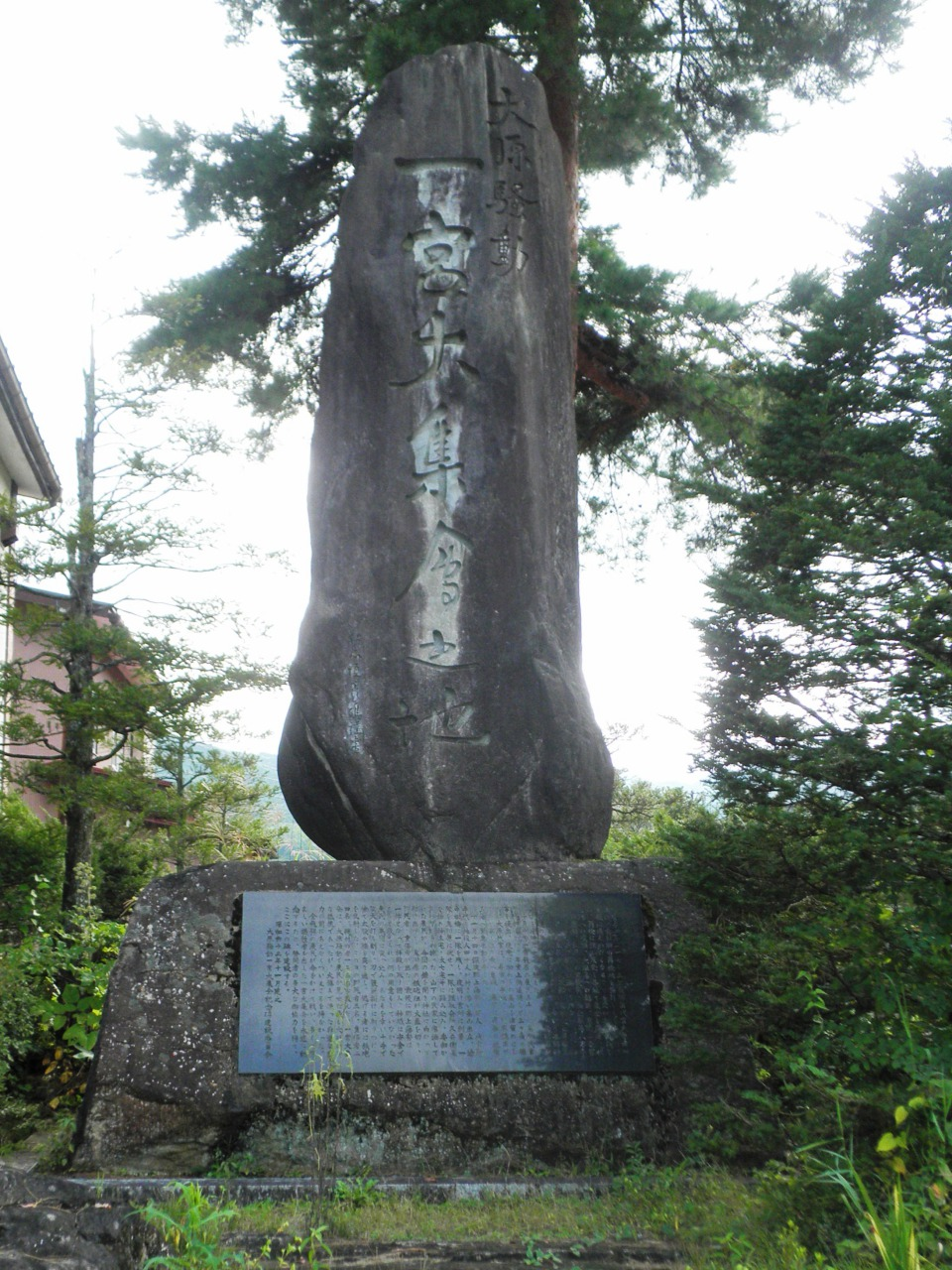
鳥居前にある大原騒動一宮大集会之地碑

## 祭事
- 1月1日 歳旦祭
- 2月2日 節分祭
- 4月3日 飛騨生きびな祭り、養蚕祭
- 5月1日・2日 例祭（1日：試楽祭、2日：本楽祭）
- 6月30日 大祓
- 7月 奥宮祭

## 文化財
- 木造飛騨一宮水無神社神像（県指定重要文化財 彫刻）[5]
- 水無神社の大スギ（県指定天然記念物）[6]
- 水無神社の神事芸能（県指定重要無形民俗文化財）[7]
- 水無神社絵馬殿（市指定文化財 建造物）[8]

## 現地情報
所在地
- 岐阜県高山市一之宮町5323番地

交通アクセス
- 最寄駅：JR東海高山本線 飛騨一ノ宮駅 （徒歩約8分）

## 登場する作品
- 〈古典部〉シリーズ『遠まわりする雛』（米澤穂信） - 『氷菓』というタイトルでアニメ化もされたジュブナイル推理小説の1エピソード。飛騨生きびな祭りがモチーフとなっており、水梨（みずなし）神社という名前で登場。2013年に開催の第62回『飛騨生きびな祭り』では、アニメ版とのコラボイベントが行われる[9]。
- 星空へ架かる橋（feng）　-　アニメ、ゲーム共に登場する神社。そのまま使用されているわけではなく、モデルがこの神社であり、様々な点が変更されているとおもわれる。

## 関連図書
- 安津素彦・梅田義彦編集兼監修者『神道辞典』神社新報社、1968年、57頁
- 宮内庁 編『昭和天皇実録　第九　自昭和十八年至昭和二十年』東京書籍株式会社、2016年9月。ISBN 978-4-487-74409-1。
- 白井永二・土岐昌訓編集『神社辞典』東京堂出版、1979年、289頁

- 国立国会図書館デジタルコレクション - 国立国会図書館
  - 神宮司庁古事類苑出版事務所 編「水無神社」『古事類苑. 神祇部27』神宮司庁、1896年。